# Kunnarusjärvi (sjö, lat 66,57, long 26,30)
Kunnarusjärvi är en sjö i Finland. Den ligger i kommunen Rovaniemi i landskapet Lappland, i den norra delen av landet, 700 km norr om huvudstaden Helsingfors. Kunnarusjärvi ligger 152,4 meter över havet. Arean är 64,5 hektar och strandlinjen är 3,97 kilometer lång. Sjön  ingår i Kemi älvs huvudavrinningsområde. 